# پانته‌آ سیروس
پانته‌آ سیروس (زادهٔ ۱ فروردین ۱۳۵۳) بازیگر ایرانی است. او فعالیت در زمینهٔ نقاشی را در سال ۱۳۷۰ زیر نظر آیدین آغداشلو آغاز کرد و بعدها بازیگر شد. سیروس فارغ‌التحصیل در مقطع لیسانس طراحی صنعتی از دانشگاه آزاد تهران است. نخستین تجربهٔ حضور او در سینما فیلم اینجا همه‌چیز خوب است (۱۳۹۱) بوده‌است.

## فیلم‌شناسی

### فیلم
- مردی بدون سایه (۱۳۹۷)
- ارادتمند؛ نازنین بهاره تینا (۱۳۹۵)
- بن‌بست وثوق (۱۳۹۵)
- ساعت ۵ عصر (۱۳۹۵)
- خرگیوش (۱۳۹۵)
- اسب سفید پادشاه (۱۳۹۳)
- اینجا همه چیز خوب است (۱۳۹۱)

### تلویزیون
- خاطرات مرد ناتمام (۱۳۹۰)[۳]
- تنهایی لیلا (۱۳۹۴)
- شمعدونی (۱۳۹۴)
- نوار زرد (۱۳۹۶)
- بانوی سردار (۱۳۹۸)
- ملکاوان (۱۳۹۸)
- ارثیه پدری (۱۳۹۹–۱۴۰۱)
- برف بی صدا می‌بارد (۱۴۰۰)
- آتش در گلستان (۱۴۰۰)

#### تئاتر
- تئاتر ابداد به کارگردانی کاوه عابدین (جشنواره مونولیف)

## جوایز
- برنده جایزه بهترین بازیگر نقش مکمل زن از جشنواره بین‌المللی فیلم یاس برای بازی در فیلم اینجا همه چیز خوب است
- برنده جایزه بهترین بازیگر زن در بیست و دومین جشنواره تولیدات مراکز استان‌ها